# Tom Gullikson
Pour les articles homonymes, voir Gullikson.
Tom Gullikson, né le 8 septembre 1951 à La Crosse, est un ancien joueur de tennis professionnel américain.
Tom est le gaucher des frères jumeaux Gullikson dont la ressemblance hors du court est telle que peu de gens sont capables de les distinguer. Brian Gottfried avait résolu le problème en saluant systématiquement tout Gullikson qu'il rencontre par un sonore Hello, Tim-Tom.
Il a été capitaine de l'équipe américaine de Coupe Davis de 1994 à 1999, remportant la compétition en 1995. Il a également entraîné l'équipe américaine aux Jeux olympiques d'été de 1996, victorieuse en simple avec Andre Agassi.

## Palmarès

### Titre en simple (1)
| No | Date       | Nom et lieu du tournoi                                | Catégorie | Dotation  | Surface      | Finaliste  | Score    |  |
| -- | ---------- | ----------------------------------------------------- | --------- | --------- | ------------ | ---------- | -------- |  |
| 1  | 08-07-1985 | Volvo Hall of Fame Tennis Championships, Newport (RI) |           | 100 000 $ | Gazon (ext.) | John Sadri | 6-3, 7-6 |  |

### Finales en simple (4)
| No | Date       | Nom et lieu du tournoi                 | Catégorie  | Dotation  | Surface         | Vainqueur     | Score         |  |
| -- | ---------- | -------------------------------------- | ---------- | --------- | --------------- | ------------- | ------------- |  |
| 1  | 27-02-1978 | Tournoi de tennis de Miami, Miami      |            | NC $      | NC              | Ilie Năstase  | 6-3, 7-5      |  |
| 2  | 06-11-1978 | Open Crocodile, Paris                  | Grand Prix | 50 000 $  | Moquette (int.) | Robert Lutz   | 6-2, 6-2, 7-6 |  |
| 3  | 27-10-1980 | Tournoi de tennis Tokyo Indoors, Tokyo |            | 300 000 $ | Moquette (int.) | Jimmy Connors | 6-1, 6-2      |  |
| 4  | 13-06-1983 | Tournoi de tennis de Bristol, Bristol  |            | 100 000 $ | Gazon (ext.)    | Johan Kriek   | 7-6, 7-5      |  |

### Titres en double (15)
| No | Date       | Nom et lieu du tournoi                              | Catégorie  | Dotation  | Surface         | Partenaire         | Finalistes                      | Score         |  |
| -- | ---------- | --------------------------------------------------- | ---------- | --------- | --------------- | ------------------ | ------------------------------- | ------------- |  |
| 1  | 27-02-1978 | Tournoi de tennis de Miami Miami                    |            | NC $      | NC              | Gene Mayer         | Robert Carmichael Brian Teacher | 7-6, 6-3      |  |
| 2  | 10-07-1978 | Miller Lite Hall of Fame Championships Newport (RI) |            | 75 000 $  | Gazon (ext.)    | Tim Gullikson      | Colin Dibley Bob Giltinan       | 6-4, 6-4      |  |
| 3  | 14-08-1978 | Tournoi de tennis de Stowe Stowe                    |            | 75 000 $  | Dur (ext.)      | Tim Gullikson      | Mark Edmondson Kim Warwick      | 3-6, 7-6, 6-3 |  |
| 4  | 02-10-1978 | Island Holidays Pro Tennis Maui                     | Grand Prix | 100 000 $ | Dur (ext.)      | Tim Gullikson      | Peter Fleming John McEnroe      | 7-6, 7-6      |  |
| 5  | 11-06-1979 | The Stella Artois Championships Londres             |            | 125 000 $ | Gazon (ext.)    | Tim Gullikson      | Marty Riessen Sherwood Stewart  | 6-4, 6-4      |  |
| 6  | 18-06-1979 | Surrey Grass Court Championships Surbiton           | Grand Prix | 50 000 $  | Gazon (ext.)    | Tim Gullikson      | Pat Dupré Marty Riessen         | 6-3, 6-7, 8-6 |  |
| 7  | 18-08-1980 | Atlanta Open Atlanta                                |            | 75 000 $  | Dur (ext.)      | Butch Walts        | Anand Amritraj John Austin      | 6-7, 7-6, 7-5 |  |
| 8  | 13-04-1981 | Jack Kramer Tennis Open Los Angeles                 |            | 75 000 $  | Dur (ext.)      | Butch Walts        | John McEnroe Ferdi Taygan       | 6-4, 6-4      |  |
| 9  | 29-03-1982 | Zurich WCT Zurich                                   |            | 300 000 $ | Moquette (int.) | Sammy Giammalva Jr | Wojtek Fibak John Fitzgerald    | 6-4, 6-2      |  |
| 10 | 26-04-1982 | Robinson's Men's Tennis Open Tampa                  |            | 75 000 $  | Dur (ext.)      | Tim Gullikson      | Brian Gottfried Hank Pfister    | 6-2, 6-3      |  |
| 11 | 14-06-1982 | Tournoi de tennis de Bristol Bristol                |            | 100 000 $ | Gazon (ext.)    | Tim Gullikson      | Mark Edmondson Kim Warwick      | 6-4, 7-6      |  |
| 12 | 25-10-1982 | Seiko World Super Tennis Tokyo                      |            | 300 000 $ | Moquette (int.) | Tim Gullikson      | John McEnroe Peter Rennert      | 6-4, 3-6, 7-6 |  |
| 13 | 14-03-1983 | ABN World Tennis Tournament Rotterdam               |            | 250 000 $ | Moquette (int.) | Fritz Buehning     | Peter Fleming Pavel Složil      | 7-6, 4-6, 7-6 |  |
| 14 | 05-03-1984 | Belgian Indoor Championship Bruxelles               |            | 250 000 $ | Moquette (int.) | Tim Gullikson      | Kevin Curren Steve Denton       | 6-4, 6-7, 7-6 |  |
| 15 | 14-10-1985 | Swiss Indoor Championships Bâle                     |            | 150 000 $ | Dur (int.)      | Tim Gullikson      | Mark Dickson Tim Wilkison       | 4-6, 6-4, 6-4 |  |

### Finales en double (15)
| No | Date       | Nom et lieu du tournoi                              | Catégorie           | Dotation  | Surface         | Vainqueurs                         | Partenaire     | Score                   |          |
| -- | ---------- | --------------------------------------------------- | ------------------- | --------- | --------------- | ---------------------------------- | -------------- | ----------------------- | -------- |
| 1  | 04-07-1977 | Miller Lite Hall of Fame Championships Newport (RI) |                     | 50 000 $  | Gazon (ext.)    | Ismail El Shafei Brian Fairlie     | Tim Gullikson  | 6-7, 6-3, 7-6           |          |
| 2  | 13-09-1977 | ATP World Doubles Woodlands                         |                     | 125 000 $ | Dur (ext.)      | Tom Okker Marty Riessen            | Tim Gullikson  | 3-6, 6-3, 6-3, 4-6, 6-1 |          |
| 3  | 06-02-1978 | Tournoi de tennis de Little Rock Little Rock        |                     | NC $      | NC              | Colin Dibley Geoff Masters         | Tim Gullikson  | 7-6, 6-3                |          |
| 4  | 09-04-1979 | Tournoi de tennis de Tulsa Tulsa                    |                     | NC $      | NC              | Francisco González Eliot Teltscher | Colin Dibley   | 6-7, 7-5, 6-3           |          |
| 5  | 06-08-1979 | Tournoi de tennis de Columbus Columbus (OH)         |                     | 75 000 $  | Terre (ext.)    | Brian Gottfried Robert Lutz        | Tim Gullikson  | 4-6, 6-3, 7-6           |          |
| 6  | 23-02-1981 | US National Indoor Tennis Championships Memphis     |                     | 200 000 $ | Moquette (int.) | Gene Mayer Sandy Mayer             | Mike Cahill    | 7-6, 6-7, 7-6           |          |
| 7  | 18-10-1982 | Tournoi de tennis du Japon Tokyo                    |                     | 125 000 $ | Terre (ext.)    | Sherwood Stewart Ferdi Taygan      | Tim Gullikson  | 6-1, 3-6, 7-6           |          |
| 8  | 14-02-1983 | US National Indoor Tennis Championships Memphis     |                     | 250 000 $ | Moquette (int.) | Peter McNamara Paul McNamee        | Tim Gullikson  | 6-3, 5-7, 6-4           |          |
| 9  | 13-06-1983 | Tournoi de tennis de Bristol Bristol                |                     | 100 000 $ | Gazon (ext.)    | John Alexander John Fitzgerald     | Johan Kriek    | 7-5, 6-4                |          |
| 10 | 20-06-1983 | The Championships Wimbledon                         | G. Chelem           | NC $      | Gazon (ext.)    | Peter Fleming John McEnroe         | Tim Gullikson  | 6-4, 6-3, 6-4           | Parcours |
| 11 | 04-07-1983 | Miller Lite Hall of Fame Championships Newport (RI) |                     | 100 000 $ | Gazon (ext.)    | Vijay Amritraj John Fitzgerald     | Tim Gullikson  | 6-3, 6-4                |          |
| 12 | 08-08-1983 | Player's International Canadian Open Montréal       | Championship Series | 300 000 $ | Dur (ext.)      | Sandy Mayer Ferdi Taygan           | Tim Gullikson  | 6-3, 6-4                |          |
| 13 | 15-08-1983 | Head Tennis Classic Stowe                           |                     | 75 000 $  | Dur (ext.)      | Brad Drewett Kim Warwick           | Fritz Buehning | 4-6, 7-5, 6-2           |          |
| 14 | 17-10-1983 | Tournoi de tennis du Japon Tokyo                    |                     | 125 000 $ | Dur (ext.)      | Sammy Giammalva Jr Steve Meister   | Tim Gullikson  | 6-4, 6-7, 7-6           |          |
| 15 | 10-12-1984 | ANZ Bank New South Wales Open Sydney                |                     | 125 000 $ | Gazon (ext.)    | Paul Annacone Christo van Rensburg | Scott McCain   | 7-6, 7-5                | Parcours |

### Titre en double mixte (1)
| No | Date       | Nom et lieu du tournoi   | Catégorie | Dotation    | Surface    | Partenaire      | Finalistes                       | Score         |          |
| -- | ---------- | ------------------------ | --------- | ----------- | ---------- | --------------- | -------------------------------- | ------------- | -------- |
| 1  | 27-08-1984 | US Open Flushing Meadows | G. Chelem | 1 100 000 $ | Dur (ext.) | Manuela Maleeva | Elizabeth Sayers John Fitzgerald | 2-6, 7-5, 6-4 | Parcours |

## Parcours dans les tournois duGrand Chelem

### En simple
| Année | Open d'Australie | Open d'Australie | Internationaux de France | Internationaux de France | Wimbledon       | Wimbledon  | US Open         | US Open     | Open d'Australie | Open d'Australie |
| ----- | ---------------- | ---------------- | ------------------------ | ------------------------ | --------------- | ---------- | --------------- | ----------- | ---------------- | ---------------- |
| 1977  | —                | —                | 3e tour (1/16)           | P. Dominguez             | 1er tour (1/64) | I. Năstase | 1er tour (1/64) | R. Moore    | —                | —                |
| 1978  | n.o.             | n.o.             | 1er tour (1/64)          | C. Dowdeswell            | 3e tour (1/16)  | I. Năstase | 1er tour (1/64) | J. Connors  | —                | —                |
| 1979  | n.o.             | n.o.             | 2e tour (1/32)           | B. Borg                  | 3e tour (1/16)  | J. McEnroe | 2e tour (1/32)  | G. Mayer    | —                | —                |
| 1980  | n.o.             | n.o.             | 2e tour (1/32)           | C. Barazzutti            | 1er tour (1/64) | B. Manson  | 1er tour (1/64) | T. Wilkison | 1er tour (1/32)  | J. L. Clerc      |
| 1981  | n.o.             | n.o.             | —                        | —                        | 1er tour (1/64) | J. McEnroe | 2e tour (1/32)  | J. McEnroe  | —                | —                |
| 1982  | n.o.             | n.o.             | —                        | —                        | 2e tour (1/32)  | C. Lewis   | 1/4 de finale   | G. Vilas    | —                | —                |
| 1983  | n.o.             | n.o.             | —                        | —                        | 2e tour (1/32)  | C. Motta   | 2e tour (1/32)  | J. Arias    | 3e tour (1/16)   | E. Teltscher     |
| 1984  | n.o.             | n.o.             | —                        | —                        | 3e tour (1/16)  | T. Šmíd    | 3e tour (1/16)  | T. Šmíd     | 3e tour (1/16)   | J. Sadri         |
| 1985  | n.o.             | n.o.             | —                        | —                        | 3e tour (1/16)  | R. Seguso  | 1er tour (1/64) | P. Annacone | —                | —                |
| 1986  | n.o.             | n.o.             | —                        | —                        | 2e tour (1/32)  | Bo. Becker | 3e tour (1/16)  | M. Anger    | n.o.             | n.o.             |

N.B. : à droite du résultat se trouve le nom de l'ultime adversaire.

### En double
| Année | Open d'Australie | Open d'Australie | Internationaux de France                                                             | Internationaux de France                                                             | Wimbledon                                                                                | Wimbledon                                                                              | US Open                                                                              | US Open                                                                        | Open d'Australie | Open d'Australie |
| ----- | ---------------- | ---------------- | ------------------------------------------------------------------------------------ | ------------------------------------------------------------------------------------ | ---------------------------------------------------------------------------------------- | -------------------------------------------------------------------------------------- | ------------------------------------------------------------------------------------ | ------------------------------------------------------------------------------ | ---------------- | ---------------- |
| 1976  | —                | —                | —                                                                                    | —                                                                                    | —                                                                                        | —                                                                                      | 1er tour (1/32) Ti. Gullikson \|\| style="text-align:left;" \| B. Hewitt F. McMillan | n.o.                                                                           | n.o.             |                  |
| 1977  | —                | —                | 1/8 de finale Ti. Gullikson \|\| style="text-align:left;" \| C. Dibley M. Edmondson  | 1er tour (1/32) Ti. Gullikson \|\| style="text-align:left;" \| R. Lutz S. Smith      | 1er tour (1/32) Ti. Gullikson \|\| style="text-align:left;" \| J. McEnroe B. Mitton      | —                                                                                      | —                                                                                    |                                                                                |                  |                  |
| 1978  | n.o.             | n.o.             | 1/8 de finale Ti. Gullikson \|\| style="text-align:left;" \| W. Fibak T. Okker       | 2e tour (1/16) Ti. Gullikson \|\| style="text-align:left;" \| D. Collings K. Hancock | 1/8 de finale Ti. Gullikson \|\| style="text-align:left;" \| D. Stockton B. Gottfried    | —                                                                                      | —                                                                                    |                                                                                |                  |                  |
| 1979  | n.o.             | n.o.             | 1/8 de finale Ti. Gullikson \|\| style="text-align:left;" \| G. Mayer S. Mayer       | 2e tour (1/16) Ti. Gullikson \|\| style="text-align:left;" \| F. González J. Kriek   | 1/8 de finale Ti. Gullikson \|\| style="text-align:left;" \| B. Hewitt F. McMillan       | —                                                                                      | —                                                                                    |                                                                                |                  |                  |
| 1980  | n.o.             | n.o.             | 1/8 de finale Ti. Gullikson \|\| style="text-align:left;" \| V. Gerulaitis F. Stolle | 2e tour (1/16) Ti. Gullikson \|\| style="text-align:left;" \| K. Curren S. Denton    | 1/8 de finale Ti. Gullikson \|\| style="text-align:left;" \| P. McNamara P. McNamee      | 1er tour (1/16) A. Pattison \|\| style="text-align:left;" \| D. Siegler G. Whitecross  |                                                                                      |                                                                                |                  |                  |
| 1981  | n.o.             | n.o.             | —                                                                                    | —                                                                                    | —                                                                                        | —                                                                                      | 1/4 de finale M. Cahill \|\| style="text-align:left;" \| J. Newcombe F. Stolle       | —                                                                              | —                |                  |
| 1982  | n.o.             | n.o.             | —                                                                                    | —                                                                                    | 1er tour (1/32) Ti. Gullikson \|\| style="text-align:left;" \| F. González R. Moore      | 1/2 finale Ti. Gullikson \|\| style="text-align:left;" \| K. Curren S. Denton          | —                                                                                    | —                                                                              |                  |                  |
| 1983  | n.o.             | n.o.             | —                                                                                    | —                                                                                    | Finale Ti. Gullikson                                                                     | P. Fleming J. McEnroe                                                                  | 1/4 de finale Ti. Gullikson \|\| style="text-align:left;" \| F. Buehning V. Winitsky | 1/2 finale Ti. Gullikson \|\| style="text-align:left;" \| S. Denton S. Stewart |                  |                  |
| 1984  | n.o.             | n.o.             | —                                                                                    | —                                                                                    | 1/4 de finale Ti. Gullikson \|\| style="text-align:left;" \| P. Doohan M. Fancutt        | 1/8 de finale Ti. Gullikson \|\| style="text-align:left;" \| S. Edberg A. Järryd       | 2e tour (1/16) Ti. Gullikson \|\| style="text-align:left;" \| R. Meyer R. Simpson    |                                                                                |                  |                  |
| 1985  | n.o.             | n.o.             | —                                                                                    | —                                                                                    | 1/4 de finale Ti. Gullikson \|\| style="text-align:left;" \| P. Fleming J. McEnroe       | 2e tour (1/16) Ti. Gullikson \|\| style="text-align:left;" \| M. De Palmer G. Donnelly | —                                                                                    | —                                                                              |                  |                  |
| 1986  | n.o.             | n.o.             | —                                                                                    | —                                                                                    | 2e tour (1/16) Ti. Gullikson \|\| style="text-align:left;" \| D. Graham K. Richter       | 1er tour (1/32) Ti. Gullikson \|\| style="text-align:left;" \| K. Carlsson U. Stenlund | n.o.                                                                                 | n.o.                                                                           |                  |                  |
| 1987  | —                | —                | —                                                                                    | —                                                                                    | 1er tour (1/32) Ti. Gullikson \|\| style="text-align:left;" \| C. Limberger M. Woodforde | 1er tour (1/32) Ti. Gullikson \|\| style="text-align:left;" \| A. Gómez S. Živojinović | n.o.                                                                                 | n.o.                                                                           |                  |                  |

N.B. : le nom du ou de la partenaire se trouve sous le résultat ; les noms des ultimes adversaires se trouvent à droite.

### En double mixte
| Année | Open d'Australie | Open d'Australie | Internationaux de France | Internationaux de France | Wimbledon | Wimbledon | US Open             | US Open                 | Open d'Australie | Open d'Australie |
| ----- | ---------------- | ---------------- | ------------------------ | ------------------------ | --------- | --------- | ------------------- | ----------------------- | ---------------- | ---------------- |
| 1984  | n.o.             | n.o.             | —                        | —                        | —         | —         | Victoire M. Maleeva | E. Smylie J. Fitzgerald | n.o.             | n.o.             |

N.B. : le nom de la partenaire se trouve sous le résultat ; les noms des ultimes adversaires se trouvent à droite.